# روبرتو غوادالوبي مارتينيز
روبرتو غوادالوبي مارتينيز (بالإسبانية: Roberto Guadalupe Martínez)‏ (21 فبراير 1973 بسان ميغيل في السلفادور - ) هو لاعب كرة قدم سلفادوري في مركز الدفاع. شارك مع منتخب السلفادور لكرة القدم. أما مع النوادي، فقد لعب مع نادي أليانزا ‏ وأونسي مونيسيبال ‏ وC.D. Liberal ‏ وEspaña F.C. (Usulután) ‏ ونادي أكويلا.

## وصلات خارجية
- روبرتو غوادالوبي مارتينيز على موقع الاتحاد الدولي (مؤرشف)  (الإنجليزية)
- روبرتو غوادالوبي مارتينيز على موقع قاعدة بيانات كرة القدم.إي يو (الإنجليزية)
- روبرتو غوادالوبي مارتينيز على موقع ناشيونال فوتبول تيمز (الإنجليزية)